# Ninox theomacha
La lechuza gavilana papú o nínox papú  (Ninox theomacha) es una especie de ave estrigiforme de la familia Strigidae endémica de Nueva Guinea y algunas islas menores aledañas.

## Descripción
El nínox papú es un búho de tamaño medio y de tonos pardos oscuros, grisáceos en las partes superiores y el disco facial. Presenta una lista superciliar pequeña y más clara.

## Distribución y hábitat
Habita en los bosques tropicales, tanto montanos como de tierras bajas, de Nueva Guinea, estando ausente solo del sur de la isla (la mayor parte de las regiones de Merauke y la provincia Occidental de Papúa Nueva Guinea); además ocupa las vecinas islas Raja Ampat, Entrecasteaux y Luisiadas.